# 旗立峠
旗立峠（はたたちとうげ）は、茨城県北茨城市にある標高約500mの峠。阿武隈高地に掛かる峠の一つである。
- 所在地:茨城県北茨城市関本町富士ヶ丘と同市関本町才丸の境
- 峠を越える道路:平袖林道
- 峠の状態:約4mぐらいの砂利道の切り通し
- 標高:約500m
- 交通量:ほとんどなし。